# Шарко Зінаїда Максимівна
Зінаї́да Макси́мівна Шарко́ (рос. Зинаи́да Макси́мовна Шарко́; 14 травня 1929, Ростов-на-Дону — 4 серпня 2016, Санкт-Петербург) — радянська, російська актриса театру і кіно. Заслужена артистка РРФСР (1960). Народна артистка Росії (1980). Лауреат ряду театральних і кінопремій («Ніка», «Золотий овен», «Кіношок», «Лістапад» (Мінськ) та ін.). Протягом декількох десятиліть була однією з провідних актрис Великого драматичного театру, очолюваного режисером Георгієм Товстоноговим.

## Життєпис
Народилася 14 травня 1929 р. в Ростові-на-Дону. Батьки Зінаїди Шарко були далекі від мистецтва. Мама — домогосподарка, донська козачка, родом з-під Ростова. Батько — за професією пожежник, родом з України. За спогадами Зінаїди, він за все своє життя прочитав лише дві книжки — «Підняту цілину» і спогади маршала Жукова, але при цьому був надзвичайно інтелігентною людиною.
Дитинство пройшло на півдні Росії: в Ростові-на-Дону, Туапсе, Новоросійську. Вперше вийшла на сцену в п'ятирічному віці на самодіяльності при пожежній охороні, де працював батько, задекламувавши поему «Їжакові рукавиці», присвячену наркому НКВС Миколі Єжову.
Перед війною сім'я Шарко переїхала в Чебоксари, де Зіна продовжила свою сценічну діяльність. Зокрема в школі, у другому класі грала на сцені самодіяльності Попелюшку, в третьому — була Царівною-Лебідь, а в четвертому — співала партію кози у виставі-опері «Вовк і семеро козенят».
У роки війни в будинку піонерів був організований ансамбль пісні і танцю. Діти проводили в госпіталях концерти для поранених бійців. Всього Зінаїда взяла участь в 90 концертах, за що була удостоєна медалі «За доблесну працю».
У часі війни написала наркому освіти заяву з текстом про своє бажання йти воювати на фронт:
|  | Наркому освіти товаришеві Макарову. Від учениці сьомого класу Зінаїди Шарко. Прошу направити мене на навчання в Кронштадтське торпедне училище. |

Закінчивши школу із золотою медаллю, вирішила вступати до театрального училища. Закінчила Ленінградський театральний інститут ім. О. М. Островського (1951, нині Санкт-Петербурзька державна академія театрального мистецтва, клас Бориса Зона).
З 1951 року — актриса «Лєнгосестради», театру імені Лєнсовета.
З 1956 року — Ленінградського АБДТ ім. М. Горького (з 1992 — ім. Г. О. Товстоногова). Працює в петербурзькому театрі «Приют Комедианта», в антрепризі. Актриса виступає з читанням віршів на естраді, знімається в кіно і на телебаченні.
В кіно з 1954 року (дебютувала роллю поштового службовеця у фільмі «Ми з вами десь зустрічалися»). Зіграла понад 60 ролей у фільмах і телеспектаклях. Провідні ролі — у фільмах «Довгі проводи» (1971, реж. Кіра Муратова, «Одеська кіностудія»), «Фантазії Фарятьєва» (1979, реж. Ілля Авербах), «Місяцем був повний сад» (2000, реж. Віталій Мельников).

## Сім'я
- Першим чоловіком Зінаїди Шарко був режисер Ігор Владимиров (1919, Катеринослав (нині Дніпропетровськ) — 1999, Санкт-Петербург). У 1956 році у подружжя народився син Іван. Коли йому виповнилося сім років, Ігор Владимиров пішов з сім'ї до Аліси Фрейндліх.
- Другий раз заміж Зінаїда Шарко вийшла за актора Сергія Юрського, проте згодом розвелася. Має двох онуків та правнука.

## Ролі в театрі

### Ленінградський обласний гастрольний театр
- 1950/1951 — «Ніч помилок» О. Голдсміта
- 1951/1952 — «Кожен день»

### Театр імені Лєнсовета
- 1953 — «Не називаючи прізвищ» В. Минка
- 1955 — «До нових зустрічей»
- 1956 — «Тільки правда»

### Великий драматичний театр ім. Горького
- 1956 — «Коли цвіте акація» Н. Г. Віннікова. Постановка Г. О. Товстоногова — Раїса Ковригіна
- 1957 — «Лисиця і виноград» Г. Фігейредо. Постановка Г. О. Товстоногова — Мелі
- 1957 — «Достігаєв та інші» М. Горького. Постановка Н. А. Рашевський — Шура (відновлення)
- 1957 — «Коли горить серце» В. П. Кін. Постановка І. П. Владимирова — Варя
- 1957 — «У пошуках радості» В. С. Розова. Постановка І. П. Владимирова — Лєночка
- 1958 — «Далі безмежні» М. Є. Вірти. Постановка І. П. Владимирова — Настя
- 1959 — «П'ять вечорів» О. М. Володіна. Постановка Г. О. Товстоногова — Тамара (перша виконавиця цієї ролі)
- 1959 — «Варвари» М. Горького. Постановка Г. О. Товстоногова — Катя Редозубова
- 1960 — «Іркутська історія» О. М. Арбузов. Постановка Г. О. Товстоногова — Зінька
- 1960 — «Вірю в тебе» В. М. Коростильов. Постановка Р. А. Сироти — Ірина
- 1961 — «Не схилили голови» Н. Дуглас, Г. Сміт. Постановка Г. О. Товстоногова — Жінка
- 1961 — «Четвертий» К. М. Симонов. Постановка Г. О. Товстоногова — Жінка, яку він любив
- 1961 — «Моя старша сестра» А. М. Володіна. Постановка Г. О. Товстоногова — Шура
- 1962 — «Божественна комедія» І. В. Штока. Постановка Г. О. Товстоногова — Жінка і Єва
- 1962 — «Снігова королева» Є. Л. Шварца. Постановка Г. О. Товстоногова — Маленька розбійниця
- 1963 — «Перед вечерею» В. С. Розова. Постановка Г. О. Товстоногова — Емма Костянтинівна
- 1963 — «Кар'єра Артуро Уї» Б. Брехт. Постановка Г. О. Товстоногова — Докдейзі
- 1964 — «Ще раз про любов» Е. Радзинського. Постановка Г. О. Товстоногова — Галя Острецова
- 1965 — «Три сестри» А. П. Чехов. Постановка Г. О. Товстоногова — Ольга
- 1965 — «Римська комедія» Л. Г. Зорін. Постановка Г. О. Товстоногова — Фульвія (28 травня відбулася генеральна репетиція, спектакль не дозволений)
- 1966 — «Ідіот» Ф. Достоєвський. Постановка Г. О. Товстоногова — Варя Іволгіна
- 1966 — « Скільки років, скільки зим!» В. Панової. Постановка Г. О. Товстоногова — Шеметова
- 1966 — «Традиційний збір» В. Розов. Постановка Г. О. Товстоногова — Ліза Хренова
- 1967 — « Правду! Нічого крім правди!» Д. Н. Аль. Постановка Г. О. Товстоногова — Луїза Брайант
- 1969 — «Король Генріх IV» Шекспіра. Постановка Г. О. Товстоногова — Поголос
- 1969 — «З вечора до полудня» В. С. Розова. Постановка Г. О. Товстоногова — Ніна
- 1971 — «Валентин і Валентина» М. М. Рощина. Постановка Г. О. Товстоногова — Мати
- 1974 — «Кішки-мишки» І. Еркен. Постановка Г. О. Товстоногова — Ержебет Орбан
- 1974 — « Три мішки смітної пшениці» В. Ф. Тендрякова. Постановка Г. О. Товстоногова — Манька
- 1976 — «Дачники» М. Горького. Постановка Г. О. Товстоногова — Калерія Ольга Алексєєва
- 1976 — «Фантазії Фарятьєва» О. М. Соколова. Постановка С. Ю. Юрського — Тітка Фарятьєва
- 1977 — «Останній термін» В. Г. Распутін. Постановка Є. О. Лебедєва — Анна
- 1978 — «Жорстокі ігри» О. М. Арбузова. Постановка Г. О. Товстоногова — Мати Нелі
- 1978 — «Телевізійні перешкоди» К. Сакон. Постановка Г. О. Товстоногова — Дружина Бодог
- 1979 — «Наш городок» Т. Вайлдер. Постановка Г. О. Товстоногова — Місіс Джиббс
- 1982 — «Дядя Ваня» А. П. Чехов. Постановка Г. О. Товстоногова — Нянька
- 1983 — « Мачуха Саманішвілі» Д. Кладіашвілі. Постановка Г. А. Товстоногова — Елене
- 1983 — «Кафедра» В. В. Врублевська. Постановка М. Рєзникович — Панченко
- 1984 — «Поріг» О. О. Дударєв. Постановка Г. С. Єгоров — Мати
- 1987 — «Жанна» А. Л. Галин — Сверчкова Світлана Василівна
- 1992 — «Дворянське гніздо» І. С. Тургенєва. Постановка М. Ю. Резниковича — Пестова Марфа Тимофіївна
- «Істинний Захід» С. Шепард. Постановка В. Камінський — Ма
- 1996 — «Антігона» Ж. Ануя. Постановка Т. Чхеідзе — Годувальниця
- 1997 — «Кадриль» В. П. Гуркін. Постановка А. Максимова — Ліда Звягінцева
- 2005 — «Квартет» Р. Харвуда. Постановка М. Пінігін — Сессілія Робсон
- 2009 — «Кішки-мишки» І. Еркен. Постановка Ю. Є. Аксьонова — Ержебет Орбан

### Інші театри
- 1997 — Сара Бернар — «Вона кидає виклик», за п'єсою Джона Маррелл «Сміх лангусти» («Мемуари»), реж. Віктор Мінков / «Притулок Комедіанта»
- 1998 — Софія Іванівна — «Стара діва», за п'єсою Надії Птушкіної «Поки вона вмирала», реж. Борис Мільграм
- 1999 — Циганка Таня — «О ви, які любили…», режисер Геннадій Тростянецький[1] / Пушкінський театральний центр, Будинок Кочнева
- 2000 — Майя — «Голубки», за п'єсою Пола Вогила «Найдавніша професія» (англ. «The Oldest Profession»), режисер В'ячеслав Долгачев / «ТеатрДом»

## Фільмографія

### 1950-ті
| Рік  | Оригінальна назва            | Назва українською           | Жанр | Роль                         | Режисер             | Інші актори |
| ---- | ---------------------------- | --------------------------- | ---- | ---------------------------- | ------------------- | ----------- |
| 1954 | Мы с вами где-то встречались | Ми з вами десь зустрічалися |      | поштовий службовець          | Микола Досталь      |             |
| 1956 | Дорога правды                | Дорога правди               |      |                              |                     |             |
| 1956 | Старик Хоттабыч              | Старий Хотабич              |      | продавець морозива           | Геннадій Казанський |             |
| 1957 | Рядом с нами                 | Поруч з нами                |      | телеграфістка                | Адольф Бергункер    |             |
| 1957 | Всего дороже                 | Всього дорожче              |      | офіціянтка                   | Юрій Музикант       |             |
| 1959 | Достигаев и другие           | Достігаєв та інші           |      | сестра Єлизавети Достігаєвої | Наталія Рашевська   |             |

### 1960-ті
| Рік  | Оригінальна назва                  | Назва українською               | Жанр | Роль         | Режисер | Інші актори |
| ---- | ---------------------------------- | ------------------------------- | ---- | ------------ | ------- | ----------- |
| 1965 | Римские рассказы                   | Римські оповідання              |      | дочка Мелені |         |             |
| 1965 | Страх и отчаяние в Третьей империи | Страх і відчай у Третій імперії |      |              |         |             |
| 1967 | 31-й отдел                         | 31-й відділ                     |      |              |         |             |
| 1969 | Правду! Ничего, кроме правды!      | Правду! Нічого, крім правди!    |      |              |         |             |

### 1970-ті
| Рік  | Оригінальна назва              | Назва українською               | Жанр | Роль                                                  | Режисер        | Інші актори                    |
| ---- | ------------------------------ | ------------------------------- | ---- | ----------------------------------------------------- | -------------- | ------------------------------ |
| 1971 | Долгие проводы                 | Довгі проводи                   |      | Євгенія Василівна Устинова, мати Сашка (головна роль) | Кіра Муратова  |                                |
| 1974 | День приема по личным вопросам | День прийому з особистих питань |      | Софія Михайлівна, секретарка                          | Соломон Шустер |                                |
| 1975 | Любовь с первого взгляда       | Кохання з першого погляду       |      |                                                       | Резо Есадзе    |                                |
| 1975 | Полковник в отставке           | Полковник у відставці           |      | Анастасія Петрівна, мати Гени Форманюк                | Ігор Шешуков   |                                |
| 1975 | Чужие письма                   | Чужі листи                      |      | Ангеліна Григорівна Єгорова, зауч                     | Ілля Авербах   |                                |
| 1976 | Всегда со мною…                | Завжди зі мною...               |      | Ніна Романівна, співробітник Ермітажу                 |                |                                |
| 1977 | Собака на сене                 | Собака на сіні                  |      | Анарда                                                | Ян Фрід        |                                |
| 1977 | Нос                            | Ніс                             |      | штабс-офіцерша Подточіна                              | Ролан Биков    |                                |
| 1978 | Случайные пассажиры            | Випадкові пасажири              |      | Камелія Миколаївна                                    |                |                                |
| 1978 | Прыжок с крыши                 | Стрибок з даху                  |      | бабуся Ксюши, сусідка                                 |                |                                |
| 1979 | Осенняя история                | Осіння історія                  |      | Надія Романівна, інспектор ГОРОНО                     |                |                                |
| 1979 | Сегодня и завтра               | Сьогодні і завтра               |      | санітарний лікар                                      |                |                                |
| 1979 | Фантазии Фарятьева             | Фантазії Фарятьєва              |      | мати сестер (головна роль)                            | Ілля Авербах   | Лілія Гриценко, Андрій Миронов |

### 1980-ті
| Рік  | Оригінальна назва                     | Назва українською                   | Жанр | Роль                                | Режисер | Інші актори |
| ---- | ------------------------------------- | ----------------------------------- | ---- | ----------------------------------- | ------- | ----------- |
| 1980 | Сергей Иванович уходит на пенсию      | Сергій Іванович іде на пенсію       |      | Ксенія, приятелька Ірини Аркадіївни |         |             |
| 1981 | Самоубийство                          | Самогубство                         |      |                                     |         |             |
| 1982 | Пространство для маневра              | Простір для маневру                 |      |                                     |         |             |
| 1982 | Формула памяти                        | Формула пам'яті                     |      | Віра Олексіївна                     |         |             |
| 1983 | Оловянные кольца                      | Олов'яні кільця                     |      | королева Януарія                    |         |             |
| 1983 | Уникум                                | Унікум                              |      | мати Павлика                        |         |             |
| 1985 | Я тебя помню                          | Я тебе пам'ятаю                     |      | Ася, мати Кіма та Марата            |         |             |
| 1985 | Криминальный талант                   | Кримінальний талант                 |      |                                     |         |             |
| 1986 | Дядя Ваня. Сцены из деревенской жизни | Дядя Ваня. Сцени з сільського життя |      | Марина, стара нянька                |         |             |
| 1988 | Полёт птицы                           | Політ птаха                         |      | Іраїда Степанівна, мати Леки        |         |             |

### 1990-ті
| Рік  | Оригінальна назва                                | Назва українською                           | Жанр | Роль                       | Режисер           | Інші актори |
| ---- | ------------------------------------------------ | ------------------------------------------- | ---- | -------------------------- | ----------------- | ----------- |
| 1990 | Короткая игра                                    | Коротка гра                                 |      | мати Валери Дьякова        |                   |             |
| 1991 | Арифметика убийства                              | Арифметика вбивства                         |      | головна роль               | Дмитро Светозаров |             |
| 1992 | Ангелы в раю                                     | Ангели в раю                                |      |                            |                   |             |
| 1992 | Рин. Легенда об иконе                            | Рін. Легенда про ікону                      |      |                            |                   |             |
| 1992 | Ричард II                                        | Річард II                                   |      |                            |                   |             |
| 1993 | Кинфия                                           | Кінфія                                      |      |                            |                   |             |
| 1997 | Цирк сгорел, и клоуны разбежались                | Цирк згорів, і клоуни розбіглися            |      | мати Миколи                |                   |             |
| 1998 | Она бросает вызов                                | Вона кидає виклик                           |      | Сара Бернар (головна роль) |                   |             |
| 1998 | Сочинение ко Дню Победы                          | Твір до Дня Перемоги                        |      | головна роль               | Сергій Урсуляк    |             |
| 1999 | Агент национальной безопасности-1 (Доктор Фауст) | Агент національної безпеки-1 (Доктор Фауст) |      | стара                      |                   |             |

### 2000-ні
| Рік  | Оригінальна назва                     | Назва українською                 | Жанр                 | Роль                                                                              | Режисер                      | Інші актори |
| ---- | ------------------------------------- | --------------------------------- | -------------------- | --------------------------------------------------------------------------------- | ---------------------------- | ----------- |
| 2000 | Бандитский Петербург-2 (Адвокат)      | Бандитський Петербург-2 (Адвокат) |                      | Євдокія Андріївна Кузнєцова                                                       |                              |             |
| 2000 | Луной был полон сад                   | Місяцем був повний сад            |                      | Віра Андріївна (головна роль) (Премія «Ніка» за найкращу жіночу роль у 2000 році) | Віталій Мельников            |             |
| 2000 | Механическая сюита                    | Механічна сюїта                   |                      | мати Плюгановського                                                               | Дмитро Месхієв               |             |
| 2002 | Три высокие женщины (фильм-спектакль) | Три високі жінки                  |                      |                                                                                   |                              |             |
| 2002 | Театральный роман                     | Театральний роман                 |                      | Настасья Іванівна Колдибаєва                                                      | Олег Бабицький, Юрій Гольдін |             |
| 2003 | Русские амазонки 2                    | Російські амазонки 2              |                      | Ольга Сергіївна                                                                   |                              |             |
| 2003 | Линии судьбы                          | Лінії долі                        |                      | баба Нюра                                                                         |                              |             |
| 2004 | Дунечка                               | Дунечка                           |                      | бабуся Дунечки                                                                    | Олександр Єфремов            |             |
| 2004 | Дурная привычка                       | Погана звичка                     |                      | тітка Клава                                                                       |                              |             |
| 2005 | Пари                                  | Парі                              |                      | Тетяна Олексіївна Кузіна                                                          |                              |             |
| 2006 | Печальный марафон                     | Сумний марафон                    | документальний фільм |                                                                                   |                              |             |
| 2006 | Сонька Золотая ручка                  | Сонька Золота ручка               |                      | Манька Портова                                                                    |                              |             |
| 2009 | Аннушка                               | Аннушка                           |                      |                                                                                   |                              |             |
| 2009 | Дилер (Старуха на обочине)            | Дилер (Стара на узбіччі)          |                      | Єфросинія Семенівна                                                               |                              |             |
| 2009 | Кошки-мышки (фильм-спектакль)         | Кішки-мишки                       |                      | Ержебет Орбан                                                                     |                              |             |
| 2009 | Банкрут                               | Банкрут                           |                      | ключниця Фомінішна                                                                | Ігор Масленников             |             |
| 2013 | За кефиром (короткометражный)         | За кефіром (к/м))                 |                      |                                                                                   |                              |             |

### Документальні фільми
- 2009 — «Зінаїда Шарко. Актриса на всі часи»/(рос.)«Зинаида Шарко. Актриса на все времена [Архівовано 18 травня 2016 у Wayback Machine.]» (реж. Ольга Висоцька, телеканал «Культура», ВДТРК).

## Нагороди
- Заслужена артистка РРФСР (1960)
- Народна артистка РРФСР (1980)
- Премія імені К. С. Станіславського (1997)
- Премія «Кумир» у номінації «найкраща актриса» (1998)
- Художня премія «Петрополь» «За поетичний малюнок ролей в театрі і кіно останніх років» (2002)
- Вища театральна премія Санкт-Петербурга «Золотий софіт» (2001, 2006)
- Орден Дружби (2004) - до 85-річчя БДТ ім. Г. А. Товстоногова
- Премія ім. О. Володіна (2004)
- Орден Пошани (5 лютого 2009) — за великий внесок у розвиток вітчизняного театрального мистецтва і багаторічну плідну діяльність[2]
- Національна премія імені Є. О. Лебедєва «За видатний внесок у розвиток російського національного театрального мистецтва» (2008)
- Спеціальна премія «Золота маска» «За видатний внесок у розвиток театрального мистецтва» (2013)

## Фестивалі та премії[3]
- 1998 — ВРКФ «Кінотавр» в Сочі: Приз «Діамантова троянда» за найкращу жіночу роль (1998 «Твір до Дня Перемоги»)
- 1998 — ВРКФ «Кінотавр» в Сочі: Приз «Діамантова троянда» за найкращу жіночу роль (1998 «Цирк згорів, і клоуни розбіглися»)
- 1999 — КФ «Віват кіно Росії!» В Санкт-Петербурзі: Приз «За вірність ідеалу в мистецтві»
- 2000 — КФ «Сузір'я»: Приз за найкращу головну жіночу роль (2000 «Місяцем був повний сад»)
- 2000 — МКФ «Лістапад» в Мінську: Приз за найкращу жіночу роль (2000 «Місяцем був повний сад»)
- 2000 — ВКФ «Кіношок» в Анапі: Приз за найкращу жіночу роль (2000 «Місяцем був повний сад»)
- 2000 — Премія «Золотий овен»: За найкращу жіночу роль (2000 «Місяцем був повний сад»)
- 2000 — Премія «Ніка»: За найкращу жіночу роль (2000 «Місяцем був повний сад»)